# Beclardia grandiflora
Beclardia grandiflora är en orkidéart som beskrevs av Jean Marie Bosser. Beclardia grandiflora ingår i släktet Beclardia och familjen orkidéer. Inga underarter finns listade i Catalogue of Life.